# Bojan Vučković
Bojan Vučković est un joueur d'échecs serbe né le 12 septembre 1980 à Belgrade. Grand maître international depuis 2001, il a également le titre de grand maître international de résolution de problèmes d'échecs depuis 2008.
Au 1er novembre 2017, il est le cinquième joueur serbe avec un classement Elo de 2 588 points.

## Tournois individuels
Il a remporté les tournois de Paget Parish (aux Bermudes) en 2000, de Belgrade en 2001, de Sozina en 2006 et le premier Grand Prix des Balkans à Pleven en 2010.
En 2004, il finit à la sixième place ex æquo du festival d'échecs de Gibraltar.

## Compétitions par équipe
Bojan Vučković a représenté la Yougoslavie puis la Serbie lors de trois olympiades d'échecs : en 2000, 2008 et 2010. Lors de l'olympiade d'échecs de 2008, il réalisa une performance Elo de 2 695 points. 
Il a également participé deux fois au championnat d'Europe d'échecs des nations : en 2001 (avec la Yougoslavie) et en 2009, remportant la médaille d'argent individuelle au quatrième échiquier de la Serbie.

## Le problémiste
Bojan Vučković a remporté le championnat d'Europe de solutions en 2007 et le concours international de solutions la même année.